# Benoît d'Alignan
Benoît d’Alignan, mort le 11 janvier 1268, est un ecclésiastique français, moine bénédictin, évêque de Marseille de 1229 à 1267, qui se rendit par deux fois en Terre sainte.

## Le Bénédictin
Benoît d’Alignan naquit à Alignan-du-Vent à 20 km au nord de Béziers dans l’Hérault. D’abord sacristain à l’abbaye de Villemagne, il est nommé abbé de Notre-Dame de la Grasse (ou Lagrasse) en 1224. La croisade contre les albigeois venait d’entrer dans une phase décisive car Amaury VI de Montfort avait cédé au roi de France Louis VIII tous les droits qu’il détenait de feu son père Simon IV de Montfort. Benoît d’Alignan pousse les communes de Béziers et de Carcassonne à reconnaître l’autorité de Louis VIII.
En 1226, Guillaume de l'Isle, abbé de l'abbaye Saint-Pons de Thomières fut nommé avec les abbés de l'abbaye de Lagrasse et de l'abbaye de Saint-Hilaire pour présider au chapître général des moines noirs de la province de Narbonne, qui fut tenu dans l'abbaye de Saint-Thibéry du diocèse d'Agde. C'est pourquoi la Bulle qui est datée de Péruse le 1er juillet, dans laquelle le pape Grégoire IX confirme les statuts qui y furent faits fut adressée à ces trois abbés,.
En 1228, il se rend en Italie et séjourne à la cour pontificale pour faire renouveler les privilèges de son abbaye. En 1229 il est élu évêque de Marseille pour succéder à Pierre de Montlaur.

## Le seigneur-évêque de Marseille
En arrivant à Marseille, Benoît d’Alignan trouve les Marseillais frappés d’excommunication et hérite d’une situation particulièrement délicate. Cependant le pape Grégoire IX inquiet des agissements de Frédéric II, est prêt à faire preuve d’indulgence. Il délègue l’archevêque d’Arles, Hugues Béroard et Pierre Colomieu pour aider l’évêque de Marseille dans sa tâche pacificatrice. Le 1er janvier 1230, Benoît d’Alignan reçoit la soumission de la population et lève les sentences d’excommunication et d’interdit. Un traité est signé le 9 janvier 1230 à Aix-en-Provence. Mais il fallait régler également le différend entre l'abbaye de Saint Victor et la commune : l’abbé Bonfils et le consul Guillaume de Roquefeuil acceptent l’arbitrage de Benoît d’Alignan qui donne son jugement le 30 janvier 1230. Un peu plus tard, au printemps 1230, Raymond Bérenger V voulant affirmer son autorité sur la ville de Marseille, propose également comme arbitre l’évêque de Marseille qui rend une sentence reconnaissant la haute juridiction du Comte de Provence Raymond Bérenger V qui reçoit les châteaux de Saint Marcel, Aubagne, Roquefort, Bréganson et Hyères.
Marseille se trouve dépossédée de son domaine extérieur, ce qui vaut à Benoît d’Alignan la colère des Marseillais qui une fois de plus font appel au comte de Toulouse Raimond VII. L’empereur Frédéric II finit par imposer une trêve aux deux comtes, ce qui oblige les Marseillais à se réconcilier avec l’évêque.

## Le croisé
En 1239, Benoît d’Alignan participe à la croisade des barons et part pour Jérusalem qui se trouvait menacée malgré les accords conclus entre Frédéric II et le sultan Al-Kamel. Le comte Thibaud IV de Champagne et toute une chevalerie s’embarquent à Marseille avec l’évêque.
Après la défaite d’un corps expéditionnaire à Gaza, le gros de l’armée se replie sur Saint-Jean-d’Acre. Benoît d’Alignan persuade les templiers de relever les murailles de la citadelle Saphet, aujourd’hui Safed. Grâce à son vibrant plaidoyer, les travaux nécessaires sont entrepris. Lorsqu’ils sont terminés il retourne à Marseille en 1242.

## Derniers actes politiques
Benoît d’Alignan préside à la fondation de l’abbaye cistercienne du Mont-Sion et reçoit dans sa ville les Augustins, les Carmes, les Clarisses, les Béguines de Roubaud, ce dernier couvent ayant été fondé par Douceline de Digne.
En 1245, il doit se défendre contre les exigences de Raymond Bérenger V qui, ayant réussi à obtenir le retrait du comte de Toulouse affaibli par sa défaite en Saintonge, voulait que l’évêque lui prête serment. Ce différend a dû se régler car le pape Innocent IV attribua au comte la « rose d’or » à Lyon où se rendit Benoît d’Alignan. Raymond Bérenger V étant décédé le 19 août 1245 en ne laissant que des filles pour héritières, Charles d’Anjou, frère de Saint-Louis, devient le nouveau comte de Provence en épousant Béatrice de Provence, fille du comte décédé.
Le 30 août 1257 le comte Charles d’Anjou achète à Benoît d’Alignan tous ses droits dans la ville haute par échange contre plusieurs châteaux : Mallemort, Saint Cannat, Signes, Mérindol. Bien que cet échange est avantageux pour l’église, quatre chanoines se plaignent auprès du pape Alexandre IV qui adresse une lettre pleine de reproches à l’évêque. À la suite de nouvelles plaintes, le pape désigne deux commissaires qui mandatent deux chapelains pour entamer une procédure contre l’évêque et prononcent une sentence d’excommunication. Il faut que Charles d’Anjou intervienne vigoureusement auprès du pape pour faire lever cette sanction.

## Second voyage en Terre sainte
Après le retour de captivité de Saint Louis, le pape Alexandre IV engage les Marseillais par bulle du 24 juin 1260 à envoyer des secours aux chrétiens qui combattent en Terre sainte. Malgré son âge Benoît d’Alignan s’embarque à la fin de 1260. Il visite le château de Saphet, puis il rentre en France après un séjour de moins de deux ans. Peu après son départ d’Égypte, la forteresse devait être prise par Baybars, sultan d’Égypte le 25 juillet 1266.

## Retraite et mort
Il renonce à son évêché en 1267 pour se faire frère Mineur et meurt le 11 juillet 1268. Il est enseveli dans l’église des Frères mineurs qui reçut plus tard la dépouille de Saint Louis d’Anjou, frère du roi Robert. Ce couvent sera rasé sur ordre de François Ier en 1524 lors du siège de Marseille par le connétable Charles III de Bourbon.
Il avait toujours gardé une certaine humilité : ses chartes étaient signées « Frère Benoît, avec la permission de Dieu évêque de Marseille ».

## Armoiries
Ses armoiries sont : « d'azur à trois bandes d'or, au chef cousu de gueules, chargé de trois croissants d'argent, coupé d'or, au lion de gueules, armé et lampassé de sable ».

#### Œuvres
- Tractatus contra errores catholice fidei obviantes, 1224-1261.

#### Études
- Max Segonne, Moine, prélat, croisé, Benoît d’Alignan, abbé de La Grasse, Seigneur-Évêque de Marseille, Marseille, Imprimerie Robert, 1960.
- Joseph Hyacinthe Albanés, Armorial et sigillographie des Évêques de Marseille avec des notices historiques sur chacun de ces Prélats, Marseille, Marius Olive, 1884, pp. 54-56.
- Victor Louis Bourrilly, Essai sur l’histoire politique de la commune de Marseille des origines à la victoire de Charles d’Anjou (1264), Aix-en-Provence, Dragon, 1926.